# Kulicha
Kulicha (biał. Куліха; ros. Кулиха) – wieś na Białorusi, w obwodzie mińskim, w rejonie wilejskim, w sielsowiecie Iża.

## Historia
W czasach zaborów zaścianek w gminie Iża, w powiecie wilejskim, w guberni wileńskiej Imperium Rosyjskiego. W 1866 liczył 6 dusz rewizyjnych.
W latach 1921–1945 zaścianek leżał w Polsce, w województwie wileńskim, w powiecie wilejskim, w gminie Iża, od 1 kwietnia 1932 w gminie Wiszniew.
Według Powszechnego Spisu Ludności z 1921 roku zamieszkiwało tu 12 osób, wszystkie były wyznania prawosławnego i zadeklarowały białoruską przynależność narodową. Były tu 2 budynki mieszkalne. W 1931 w 2 domach zamieszkiwało 19 osób.
Wierni należeli do parafii rzymskokatolickiej w Wiszniewie i prawosławnej w Iży. Miejscowość podlegała pod Sąd Grodzki w Wilejce i Okręgowy w Wilnie; właściwy urząd pocztowy mieścił się w Iży.
W wyniku napaści ZSRR na Polskę we wrześniu 1939 miejscowość znalazła się pod okupacją sowiecką. 2 listopada została włączona do Białoruskiej SRR. Od czerwca 1941 roku pod okupacją niemiecką. W 1944 miejscowość została ponownie zajęta przez wojska sowieckie i włączona do Białoruskiej SRR.
Od 1991 w składzie niepodległej Białorusi.